# Abingdon-on-Thames
Abingdon-on-Thames (även: Abingdon) är en stad och civil parish i grevskapet Oxfordshire i England. Staden ligger i distriktet Vale of White Horse vid floden Themsen, 10 kilometer söder om Oxford. Tätorten (built-up area) hade 38 676 invånare vid folkräkningen år 2011.
Fram till år 1980 tillverkades bilmärket MG vid en fabrik i Abingdon-on-Thames. Den alternativa rockgruppen Radiohead härstammar från staden.

## Vänorter
Abingdon har följande vänorter:
- Argentan, Frankrike
- Sint-Niklaas, Belgien
- Schongau, Tyskland
- Lucca, Italien